# Nabro
De Nabro is een stratovulkaan in de zuidelijke regio Debubawi Keyih Bahri van Eritrea. De vulkaan is 2218 meter hoog en bevindt zich in de Danakildepressie.

## Uitbarsting op 13 juni 2011

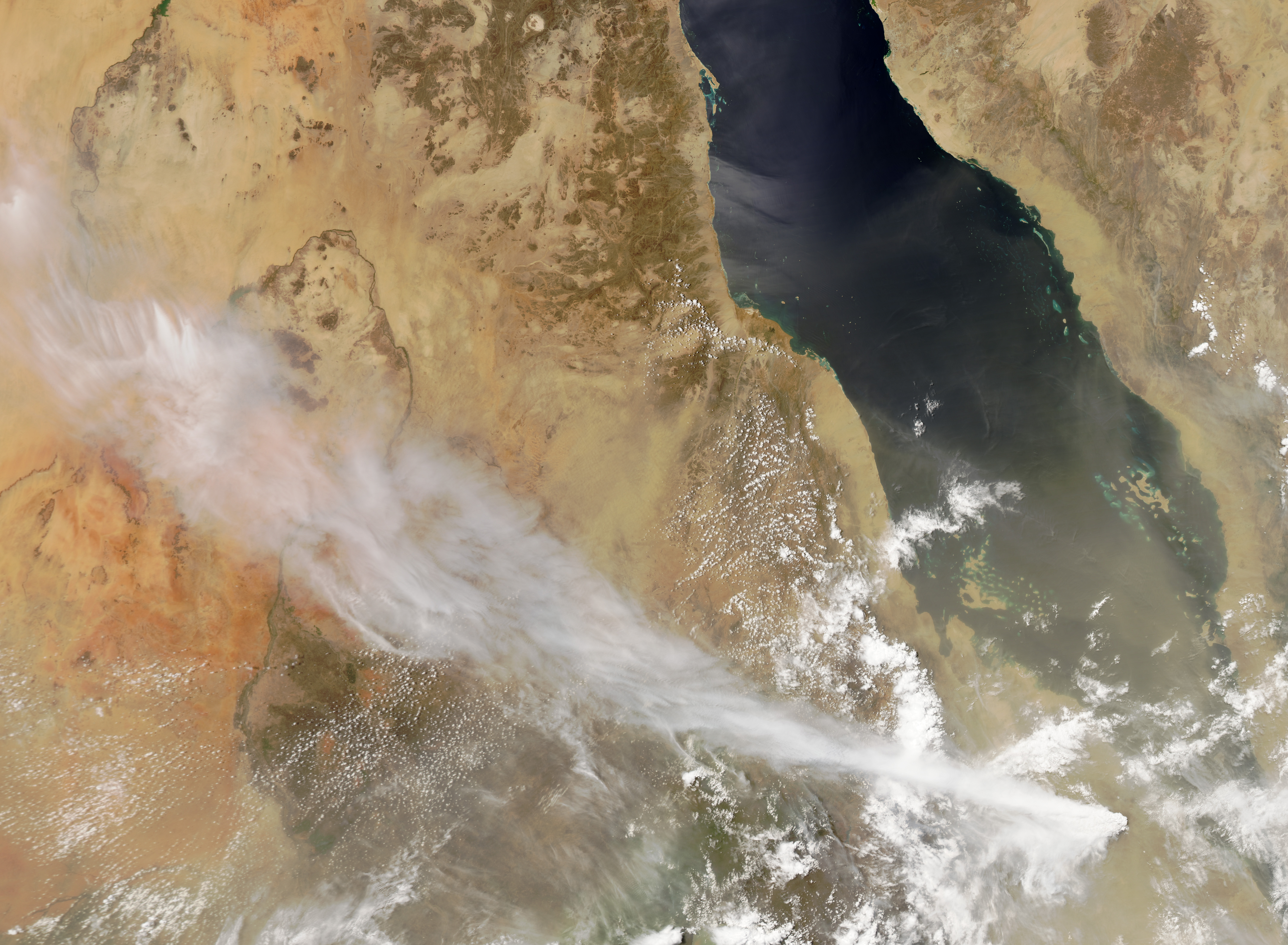
De aswolk van de Nabro op 13 Juni 2011

Ondanks het feit dat er geen historische meldingen zijn voor eerdere uitbarstingen, is de vulkaan Nabro kort na middernacht uitgebarsten op 13 juni 2011 lokale tijd, na een reeks aardbevingen in het grensgebied van Eritrea en Ethiopië, oplopend tot magnitude 5,7. De aspluim werd waargenomen op satelliet en dreef naar het westnoordwesten langs de grens, verspreid over een breedte van ongeveer 50 kilometer, een lengte van een paar honderd kilometer en naar verluidt op ongeveer 15 kilometer hoogte in de eerste uren direct na de uitbarsting.
De aswolk begon het luchtverkeer te verstoren op 14 juni wanneer in de Verenigde Arabische Emiraten de eerste vluchten werden geannuleerd.